# Vote anticipé

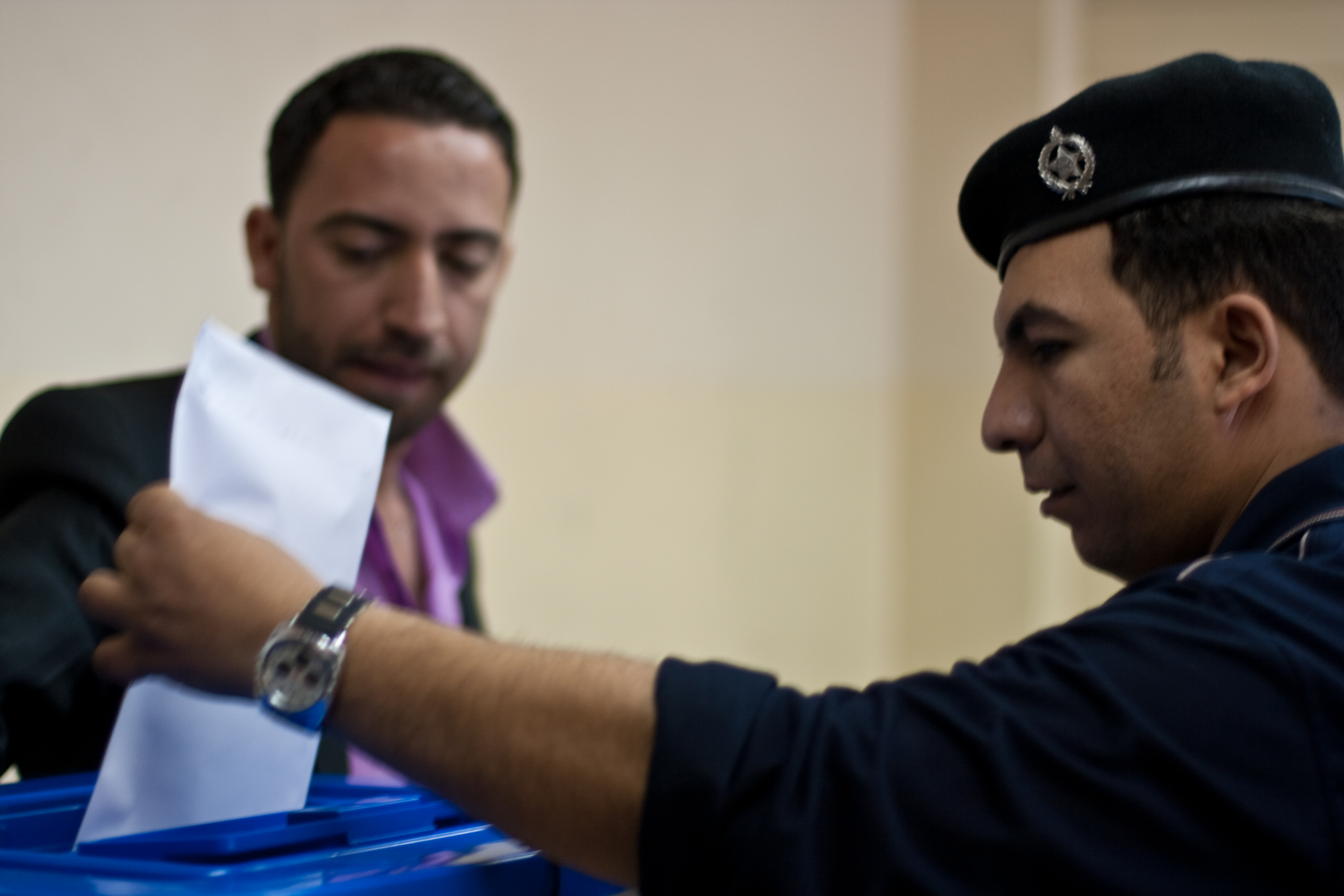
Les membres des forces de sécurité ont voté anticipativement en Irak pour les élections parlementaires de 2010.

Le vote anticipé, vote par anticipation ou vote préélectoral, est un dispositif permettant aux électeurs d'exprimer leur droit de vote un jour, plusieurs jours ou plusieurs semaines avant la date fixée pour le scrutin. La procédure peut se dérouler par correspondance (vote postal) ou physiquement (en présentiel) dans des bureaux de vote spéciaux. L'objectif du vote anticipé est de développer la participation électorale en permettant de voter aux personnes empêchées de le faire par des circonstances personnelles, et de réduire l'affluence le jour de l'élection. Des motifs d'empêchement particuliers peuvent être requis (participation à l'organisation de l'élection, raisons professionnelles, médicales).
De tels dispositifs sont appliqués depuis plusieurs décennies en Suède (1942) et au Canada (1957), en Finlande (1970), et plus récemment en Suisse (1967 pour la première fois dans la loi fédérale pour certains cas et 1994 dans la loi fédérale de façon généralisée), en Australie, en Nouvelle-Zélande, en Russie, en Biélorussie, en Allemagne et en Espagne. 
Les États-Unis ont également adopté ce système de façon partielle depuis 2004 (autorisé alors dans 32 États). On estime qu'à l'occasion de l'élection présidentielle de 2008, un tiers des votes étaient exprimés de façon anticipée. Pour l'élection présidentielle de 2020, le vote anticipé est autorisé dans tous les États. Dans le contexte de pandémie de Covid-19, le vote anticipé atteint un niveau record : plus de 100 millions d'Américains ont voté avant le jour officiel du scrutin, que ce soit par voie postale ou en personne,,. Cela représente environ deux tiers de la participation totale de 2024 et trois-quarts de celle de 2016.